# Robert Drijenčić
Robert Drijenčić (* 20. April 1996) ist ein deutscher Basketballspieler.

## Laufbahn
Drijenčić, Sohn des Basketballtrainers Mladen Drijenčić, spielte als Jugendlicher bei Bayer Uerdingen, dann für den Nachwuchs des Bundesligisten EWE Baskets Oldenburg, nachdem sein Vater in Niedersachsen eine Trainerstelle angetreten hatte. Drijenčić schaffte den Sprung ins Aufgebot der Baskets Akademie Weser-Ems/Oldenburger TB (2. Bundesliga ProB), wo er sich im Laufe der Jahre zum Leistungsträger entwickelte. Durch seine guten Leistungen in der 2. Bundesliga ProB wurde er zusätzlich in den erweiterten Kader des Bundesligisten EWE Baskets Oldenburg aufgenommen. Anfang Mai 2018 gab er unter seinem Vater als Trainer seinen Einstand in der Basketball-Bundesliga. Mit 19,9 Punkten pro Spiel war Drijenčić in der Saison 2019/20 bester deutscher Korbschütze der 2. Bundesliga ProB.
Ende August 2020 wurde er vom Zweitligisten Paderborn Baskets verpflichtet. Dort blieb er eine Saison und schloss sich dann dem Ligakonkurrenten Eisbären Bremerhaven an. Im Januar 2022 wurde er von den Wiha Panthers Schwenningen und damit von einem anderen deutschen Zweitligisten verpflichtet. In der Sommerpause 2022 nahm Drijenčić das Angebot der Bayer Giants Leverkusen (ebenfalls 2. Bundesliga ProA) an. Mit Leverkusen stieg er 2023 aus der zweithöchsten deutschen Spielklasse ab, Drijenčić erlitt im Laufe des Spieljahres einen Bänderriss im Sprunggelenk. Im Anschluss an die Saison 2022/23 verließ er die Rheinländer und den Leistungsbasketballsport, um vollständig zu gesunden.
Im März 2025 wurde er Mitglied des Regionalligisten Baskets Juniors TSG Westerstede, Unterbau des Oldenburger Bundesligisten, und gewann mit der Mannschaft im Folgemonat den Meistertitel in der 1. Regionalliga Nord.